# 羅茲季利涅
49°39′35″N 23°22′27″E / 49.65972°N 23.37417°E
羅茲季利涅（烏克蘭語：Роздільне），是烏克蘭西部的村莊，隸屬利維夫州的桑比爾區。該村始建於1377年，面積0.76平方公里，海拔高度278米，2001年人口437，人口密度每平方公里576.52人。